# Região Metropolitana Central
A Região Metropolitana Central é uma região metropolitana no estado do Roraima, instituída pela Lei Complementar Estadual nº 130, de 21 de dezembro de 2007, que compreende os municípios de Caracaraí e Iracema. Apresenta uma população de 34 579 habitantes segundo a estimativa de 2020 do Instituto Brasileiro de Geografia e Estatística (IBGE).